# Castillo del Barón de Itaipava
El Castillo del Barón de Itaipava (en portugués: Castelo do Barão de Itaipava) es una edificación localizada en la ciudad de Petrópolis, en el estado de Río de Janeiro, en el Brasil.
Fue construido en la primera mitad del siglo XX, específicamente en 1914, por un aristócrata anglo-brasileño: Rodolfo Smith de Vasconcelos, el segundo Barón de Vasconcelos, en el barro de Itaipava, en la ciudad de Petrópolis. Es una reproducción de un castillo europeo. Fue proyectado por el arquitecto Lúcio Costa y por su amigo Fernando Valentim.